# 国澍
国澍（19世纪—1862年），杭阿坦氏，字潤生，蒙古镶白旗人，京口驻防（今江苏省镇江市）。清朝官员、监生出身。

## 生平
同知銜賞戴藍翎四川候補知縣，署理四川崇宁县（今四川成都郫县唐昌镇）知县，咸丰十一年（1861）十月调署新宁县（今四川开江县）知县。

## 事迹

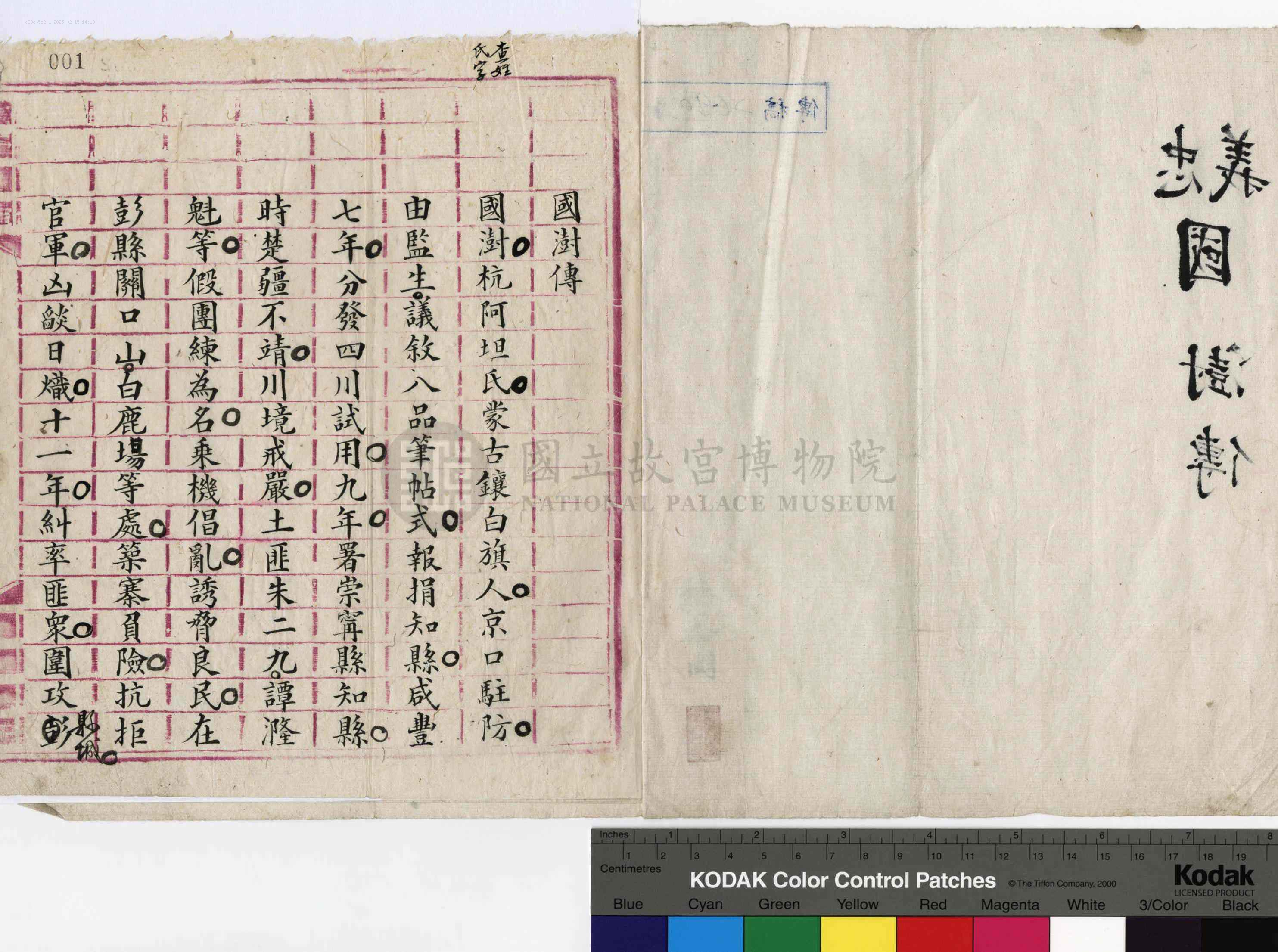
清国史馆本《忠义·国澍传》. 现藏台湾故宫博物院

同治元年（1862）正月初八、九日，适逢云南蓝朝柱起义的残部张第才率众攻打四川新宁县城（今四川开江县），国澍督率全城士民登城固守，亲冒箭矢与敌相持两昼夜，力竭兵单，遂于正月初十日中午时分城陷。国澍率其弟国富，及家人刘桢、邓兴、石玉等展开巷战，手刃敌军数名，力竭与弟国富同时遇害。家丁刘桢、邓兴、石玉三人亦皆被害。典史耿凤翔、把总何玉春被执，骂贼不屈而死。
经四川总督骆秉章奏请议恤，奉旨从优议恤。后蒙繼任四川总督崇实奏请建立专祠，奉旨“著於死事地方及原籍京口建立专祠”。国公祠，原址在新宁县城内东街，于同治八年（1869）奉旨建祀。而原籍京口则未及建祠。

## 家世
- 父 庆云，道光十八年（1838年）戊戌科进士，累官至江西盐法道，兼巡瑞袁临兵备道[6]。
- 胞伯 庆安，道光六年（1826年）丙戌科进士，同知衔题补南阳府唐县知县，署开封府理事同知。
- 四胞弟 国璋，监生出身，四川知府銜候補直隷州知州[6]。
- 六胞弟 国炳，光緒三年丁丑科（1877年）進士、内閣侍讀學士。
- 七胞弟 国裕，光绪九年癸未科（1883年）進士、光绪帝师翁同龢姪孫婿[7]。
- 有子三，曰朝濂、朝烈、朝漢；复有二女，次女适四川候补知县、觉罗凯顺，其甥男为清末军咨使良弼。